# Thành Gia
Thành Gia (tiếng Trung: 成家 ; 25–36 CN), còn gọi là nhà Thành hay Đại Thành, là một đế quốc tự xưng được thành lập bởi Công Tôn Thuật vào năm 25 sau sự sụp đổ của nhà Tân trong lịch sử Trung Quốc. Có địa bàn tại bồn địa Tứ Xuyên với thủ phủ là Thành Đô, Thành Gia bao phủ một khu vực rộng lớn gồm Tứ Xuyên, Trùng Khánh, Quý Châu, Vân Nam và miền nam Thiểm Tây ngày nay, chiếm khoảng 7% dân số Trung Quốc vào thời điểm đó. Thành Gia là đối thủ nguy hiểm nhất của Đông Hán và là chế độ ly khai cuối cùng ở Trung Quốc bị nhà Đông Hán chinh phục năm 36.